# Leptothorax usunkul
Leptothorax usunkul är en myrart som beskrevs av Mikhail Dmitrievich Ruzsky 1924. Leptothorax usunkul ingår i släktet smalmyror, och familjen myror. Inga underarter finns listade i Catalogue of Life.